# 다이쇼촌 (가나가와현)
다이쇼촌(일본어: 大正村)은 1915년 8월 1일부터 1939년 4월 1일까지 존재했던 일본 가나가와현 가마쿠라군의 촌이다.

## 역사

### 연혁
- 1915년 8월 1일 - 마타노촌, 후지미촌의 합병, 나가오촌 오이자 고자쿠의 편입에 의해 신설하였다. 원래 이 3촌은, 공동으로 미무라 조합 동사무소가 설치되어 있어 그 동사무소는, 하라주쿠에 놓여져 있었다(나가오촌은, 작은 참새가 밭농사 지대, 그 이외가 논지대등과 산업등의 차이가 너무 달랐기 때문에 분촌이 되었다).
- 1939년 4월 1일 - 요코하마시에 편입.동일 다이쇼촌은 폐지되어, 같은 날에 설치된 도쓰카구의 일부가 되었다.그 때, 가미마타노는 마타노초, 야마타니와 조마와리는 통합해 가게토리처가 된다.

## 교통

### 도로
- 도카이도 (현 국도 제1호선)

## 참고 문헌
- 角川日本地名大辞典編纂委員会,『角川日本地名大辞典 神奈川県』1984, 角川書店